# Ivanova voda-barlang
Az Ivanova voda-barlang (bolgárul: Иванова вода пещера) Bulgáriában található, Plovdiv megyében, Dobrosztan község területén. Ez a terület a Rodope-hegység része. Az Ivanova voda-barlang 695 méter hosszú, és 113 méter mély. Cseppkőképződményekben gazdag. Nehezen járható, csak jól felszerelt, képzett barlangászok számára ajánlott. A barlang eleje egy lejtős folyosó, ez idővel vízszintessé válik és egy 5-6 méteres lépcsőhöz vezet, amely alatt egy barlangi tó található. Az ezen való átjutás csónakot igényel. Igen ritkán előfordul, hogy a tó eltűnik. 
Az Ivanova voda-barlang a hegyesorrú denevér (Myotis blythii), a közönséges denevér (Myotis myotis) és a hosszúlábú denevér (Myotis capaccinii) fontos telelőhelye. 
A barlang neve szó szerint Ivana víz-barlangja. A legenda szerint egy Ivana nevű lány egy csapat török katonát vezetett a barlangba, mondván, hogy erre egy rövidebb út vezet. Valójában saját magával együtt a pusztulásba vezette a törököket.

## Fordítás
- Ez a szócikk részben vagy egészben  a(z)   Иванова вода (пещера) című bolgár Wikipédia-szócikk fordításán alapul.  Az eredeti cikk szerkesztőit annak laptörténete sorolja fel. Ez a jelzés csupán a megfogalmazás eredetét és a szerzői jogokat jelzi, nem szolgál a cikkben szereplő információk forrásmegjelöléseként.